# Uruguai als Jocs Olímpics d'estiu de 2020
L'Uruguai va participar en els Jocs Olímpics d'Estiu de 2020 a Tòquio (Japó). El Comitè Olímpic Nacional de l'Uruguai va enviar 11 desportistes a la capital japonesa per competir en 5 disciplines esportives.
Els atletes Déborah Rodríguez i Bruno Cetraro foran els abanderats de l'Uruguai en la cerimònia d'obertura.
Els atletes uruguaians no van obtenir cap medalla.

## Atletes
| Esport    | Homes | Dones | Total |
| --------- | ----- | ----- | ----- |
| Atletisme | 1     | 2     | 3     |
| Judo      | 1     | 0     | 1     |
| Natació   | 1     | 1     | 2     |
| Rem       | 2     | 0     | 2     |
| Vela      | 1     | 2     | 3     |
| Total     | 6     | 5     | 11    |

## Atletisme
Vegeu Atletisme als Jocs Olímpics d'estiu de 2020
L'Uruguai va contar amb 3 atletes (2 dones i 1 home) per aquesta modalitat olímpica.

### Pista i carretera
| Esportista          | Prova               | Eliminatòria | Eliminatòria | Semifinal        | Semifinal        | Final            | Final            |
| Esportista          | Prova               | Resultat     | Posició      | Resultat         | Posició          | Resultat         | Posició          |
| ------------------- | ------------------- | ------------ | ------------ | ---------------- | ---------------- | ---------------- | ---------------- |
| María Pía Fernández | 1500 metres femenís | 4:59.56      | 15           | No es classificà | No es classificà | No es classificà | No es classificà |
| Déborah Rodríguez   | 800 metres femenís  | 2:00.90      | 2 de 6       | 2:01.76          | 7 de 8           | No es classificà | No es classificà |

### Concursos
| Esportista    | Prova            | Eliminatòria | Eliminatòria | Semifinal        | Semifinal        | Final            | Final            |
| Esportista    | Prova            | Resultat     | Posició      | Resultat         | Posició          | Resultat         | Posició          |
| ------------- | ---------------- | ------------ | ------------ | ---------------- | ---------------- | ---------------- | ---------------- |
| Emiliano Lasa | Salt de llargada | 7,95 m       | 13           | No es classificà | No es classificà | No es classificà | No es classificà |

## Judo
Vegeu Judo als Jocs Olímpics d'Estiu de 2020

### Masculí
| Esportista        | Prova          | 1/64 de final    | Setzens de final        | Vuitens de final | Quarts de final  | Semifinals       | Repescatge       | Final/FC         | Final/FC         |
| Esportista        | Prova          | Resultat Oponent | Resultat Oponent        | Resultat Oponent | Resultat Oponent | Resultat Oponent | Resultat Oponent | Resultat Oponent | Posició          |
| ----------------- | -------------- | ---------------- | ----------------------- | ---------------- | ---------------- | ---------------- | ---------------- | ---------------- | ---------------- |
| Mikael Aprahamian | Masculí -81 kg | —                | Robin Pacek (SUE) D 0−1 | No es classificà | No es classificà | No es classificà | No es classificà | No es classificà | No es classificà |

## Natació
Vegeu Natació als Jocs Olímpics d'estiu de 2020
L'Uruguai disputa la natació amb dos atletes.
| Esportista    | Prova             | Eliminatòria | Eliminatòria | Semifinal        | Semifinal        | Final            | Final            |
| Esportista    | Prova             | Resultat     | Posició      | Resultat         | Posició          | Resultat         | Posició          |
| ------------- | ----------------- | ------------ | ------------ | ---------------- | ---------------- | ---------------- | ---------------- |
| Enzo Martínez | 200 m combinats   | 2:18.93      | 27           | No es classificà | No es classificà | No es classificà | No es classificà |
| Nicole Frank  | 50 metres lliures | 22.52        | 35           | No es classificà | No es classificà | No es classificà | No es classificà |

## Rem
Vegeu Rem als Jocs Olímpics d'estiu de 2020
L'Uruguai va classificar un vaixell per al Doble scull lleuger masculí després de guanyar en la classificació olímpica de les Amèriques del 2021 al Rio de Janeiro, Brasil. Els esportistes Bruno Cetraro i Felipe Klüver van aconseguir el millor resultat per a l’Uruguai en aquesta olimpiada.
| Esportista                  | Esdeveniment                | Sèries  | Sèries  | Repesca | Repesca | Semifinals | Semifinals | Final   | Final   |
| Esportista                  | Esdeveniment                | Temps   | Posició | Temps   | Posició | Temps      | Posició    | Temps   | Posició |
| --------------------------- | --------------------------- | ------- | ------- | ------- | ------- | ---------- | ---------- | ------- | ------- |
| Bruno Cetraro Felipe Klüver | Doble scull lleuger masculí | 6:42.85 | 6 R     | 6:36.87 | 2 SA/B  | 6:11.48    | 5 FA       | 6:24.21 | 6       |

## Vela
Vegeu Vela als Jocs Olímpics d'estiu de 2020
| Esportista                      | Esdeveniment | Curses | Curses | Curses | Curses | Curses | Curses | Curses | Curses | Curses | Curses | Curses | Curses | Curses | Punts nets | Posició |
| Esportista                      | Esdeveniment | 1      | 2      | 3      | 4      | 5      | 6      | 7      | 8      | 9      | 10     | 11     | 12     | M      | Punts nets | Posició |
| ------------------------------- | ------------ | ------ | ------ | ------ | ------ | ------ | ------ | ------ | ------ | ------ | ------ | ------ | ------ | ------ | ---------- | ------- |
| Dolores Moreira                 | Laser Radial | 23     | 11     | 17     | 31     | 33     | 23     | 24     | 22     | 10     | 12     |        |        | E      | 173        | 22      |
| Pablo Defazio Dominique Knüppel | Nacra 17     | DSQ    | 15     | 17     | 17     | 17     | 17     | 11     | 18     | 15     | 16     | 17     | 19     | E      | 179        | 18      |